# Campionato italiano di beach soccer 2025
La Serie A 2025 è stata la 21ª edizione della massima serie del campionato italiano di calcio da spiaggia, disputata tra il 30 maggio e il 9 agosto 2025, e conclusa con la vittoria del Pisa, al suo terzo titolo nazionale.
Capocannoniere stagionale è stato il brasiliano Hulk, autore di 24 reti.

## Formato
La Serie A 2025 è composta da 20 squadre divise in due gironi chiamati Poule Scudetto e Poule Promozione. La strada per il titolo di Campione d'Italia è suddivisa in 4 tappe.
Le prime sette classificate della Poule Scudetto e la prima della Poule Promozione, si qualificano alla fase finale di Cirò Marina in programma dal 7 al 9 agosto, dove si assegnerà il titolo di Campione d'Italia. Come nell'edizione del 2024, la penultima classificata della Poule Scudetto e la seconda, terza e quarta classificata della Poule Promozione, disputeranno i play-off (con partite di solo andata) per l'acquisizione di un'ulteriore diritto ad iscriversi alla Poule Scudetto 2026.

## Calendario
Le date stabilite dalla federazione:
| Data                 | Paese             | Città                   | Stage                                      |
| -------------------- | ----------------- | ----------------------- | ------------------------------------------ |
| 30 maggio – 2 giugno | Italia (bandiera) | Alghero                 | 1ª tappa Poule Scudetto                    |
| 19–22 giugno         | Italia (bandiera) | Terracina               | 1ª tappa Poule Promozione                  |
| 9–13 luglio          | Italia (bandiera) | Castellammare di Stabia | 2ª tappa Poule Scudetto e Poule Promozione |
| 17–20 luglio         | Italia (bandiera) | Tirrenia                | 3ª tappa Poule Promozione e Poule Scudetto |
| 4–9 agosto           | Italia (bandiera) | Cirò Marina             | Play-off Poule Promozione e Finali         |

## Squadre partecipanti

### Poule scudetto
| Club           | Città                    | Stagione precedente             |
| -------------- | ------------------------ | ------------------------------- |
| Napoli         | Napoli                   | 5º posto nella Fase finale      |
| Catania FC     | Catania                  | 4º posto nella Fase finale      |
| Milano         | Milano                   | 8º posto nella Poule Scudetto   |
| Catania        | Catania                  | Campione                        |
| Viareggio      | Viareggio                | 7° posto nella Fase finale      |
| Bologna        | Bologna                  | Non partecipante                |
| Sambenedettese | San Benedetto del Tronto | 6º posto nella Fase finale      |
| Cagliari       | Cagliari                 | 6° posto nella Poule Promozione |
| Pisa           | Pisa                     | 2º posto nella Fase finale      |
| Roma           | Roma                     | 9º posto nella Poule Scudetto   |

### Poule Promozione
| Club            | Città           | Stagione precedente             |
| --------------- | --------------- | ------------------------------- |
| Brancaleone     | Reggio Calabria | 4° posto nella Poule Promozione |
| Icierre Lamezia | Lamezia Terme   | 10º posto nella Poule Scudetto  |
| Chiavari        | Chiavari        | 5º posto nella Poule Promozione |
| Genova          | Genova          | 7º posto nella Poule Promozione |
| Faventia        | Faenza          | Esordiente                      |
| Naxos           | Giardini-Naxos  | 3º posto nella Poule Promozione |
| Crotone         | Crotone         | 1° posto in Serie B             |
| Sicilia         | Catania         | 9º posto nella Poule Promozione |
| Terracina       | Terracina       | 2° posto nella Poule Promozione |
| Vastese         | Vasto           | 8º posto nella Poule Promozione |

## Poule Promozione

### Classifica
|  | Pos. | Squadra         | Pt | G | V | V+ | Vr | P | GF | GS | DR  |
|  | ---- | --------------- | -- | - | - | -- | -- | - | -- | -- | --- |
|  | 1.   | Naxos           | 27 | 9 | 9 | 0  | 0  | 0 | 54 | 31 | +23 |
|  | 2.   | Icierre Lamezia | 21 | 9 | 7 | 0  | 0  | 2 | 51 | 30 | +21 |
|  | 3.   | Terracina       | 18 | 9 | 6 | 0  | 0  | 3 | 54 | 33 | +21 |
|  | 4.   | Genova          | 18 | 9 | 6 | 0  | 0  | 3 | 49 | 28 | +21 |
|  | 5.   | Sicilia         | 18 | 9 | 6 | 0  | 0  | 3 | 42 | 30 | +12 |
|  | 6.   | Vastese         | 12 | 9 | 4 | 0  | 0  | 5 | 28 | 33 | -5  |
|  | 7.   | Brancaleone     | 6  | 9 | 2 | 0  | 0  | 7 | 29 | 48 | -19 |
|  | 8.   | Faventia        | 6  | 9 | 2 | 0  | 0  | 7 | 32 | 51 | -19 |
|  | 9.   | Crotone         | 4  | 9 | 1 | 0  | 1  | 7 | 20 | 53 | -33 |
|  | 10.  | Chiavari        | 3  | 9 | 1 | 0  | 0  | 8 | 29 | 51 | -22 |

Legenda:
      Ammessa alla fase finale e promossa in Poule Scudetto 2025.
      Ammesse ai play-off per la conquista di un posto della Poule Scudetto 2026.
Regolamento:
Tre punti per la vittoria nei tempi regolamentari, due nel tempo supplementare, uno ai calci di rigore, zero per la sconfitta.
Play-off Promozione
| Squadra 1       | Risultato   | Squadra 2       |
| 1ª giornata     | 1ª giornata | 1ª giornata     |
| --------------- | ----------- | --------------- |
| Roma            | 1 - 5       | Genova          |
| Icierre Lamezia | 8 - 6       | Terracina       |
| 2ª giornata     |             |                 |
| Terracina       | 3 - 7       | Roma            |
| Genova          | 4 - 5       | Icierre Lamezia |
| 3ª giornata     |             |                 |
| Terracina       | 5 - 3       | Genova          |
| Roma            | 3 - 6       | Icierre Lamezia |

|  | Pos. | Squadra         | Pt | G | V | V+ | Vr | P | GF | GS | DR |
|  | ---- | --------------- | -- | - | - | -- | -- | - | -- | -- | -- |
|  | 1.   | Icierre Lamezia | 9  | 3 | 3 | 0  | 0  | 0 | 19 | 13 | +6 |
|  | 2.   | Genova          | 3  | 3 | 1 | 0  | 0  | 2 | 12 | 11 | +1 |
|  | 3.   | Roma            | 3  | 3 | 1 | 0  | 0  | 2 | 11 | 14 | -3 |
|  | 4.   | Terracina       | 3  | 3 | 1 | 0  | 0  | 2 | 14 | 18 | -4 |

Legenda:
      Ammessa alla Poule Scudetto 2026.
Regolamento:
Tre punti per la vittoria nei tempi regolamentari, due nel tempo supplementare, uno ai calci di rigore, zero per la sconfitta.

## Poule Scudetto

### Classifica
|  | Pos. | Squadra        | Pt | G | V | V+ | Vr | P | GF | GS | DR  |
|  | ---- | -------------- | -- | - | - | -- | -- | - | -- | -- | --- |
|  | 1.   | Catania        | 22 | 9 | 7 | 0  | 1  | 1 | 38 | 15 | +18 |
|  | 2.   | Pisa           | 21 | 9 | 7 | 0  | 0  | 3 | 47 | 31 | +16 |
|  | 3.   | Napoli         | 19 | 9 | 6 | 1  | 0  | 3 | 45 | 24 | +21 |
|  | 4.   | Viareggio      | 19 | 9 | 6 | 0  | 1  | 3 | 47 | 31 | +16 |
|  | 5.   | Sambenedettese | 15 | 9 | 5 | 0  | 0  | 4 | 34 | 27 | +7  |
|  | 6.   | Catania FC     | 11 | 9 | 3 | 1  | 0  | 5 | 46 | 37 | +9  |
|  | 7.   | Cagliari       | 9  | 9 | 3 | 0  | 0  | 6 | 38 | 42 | -4  |
|  | 8.   | Milano         | 7  | 9 | 2 | 0  | 1  | 6 | 32 | 50 | -18 |
|  | 9.   | Roma           | 3  | 9 | 1 | 0  | 0  | 8 | 29 | 49 | -20 |
|  | 10.  | Bologna        | 0  | 9 | 0 | 0  | 0  | 9 | 21 | 71 | -50 |

Legenda:
      Ammesse alla fase finale.
      Ammessa ai play-off per il mantenimento/conquista di un posto della Poule Scudetto 2026.
      Retrocessa in Poule Promozione 2026.
Regolamento:
Tre punti per la vittoria nei tempi regolamentari, due nel tempo supplementare, uno ai calci di rigore, zero per la sconfitta.

## Play-off

### Tabellone
I numeri a sinistra delle griglie indicano il piazzamento nella Poule.
|  | Quarti di finale | Quarti di finale | Quarti di finale |  |    | Semifinali | Semifinali | Semifinali |  |    | Finale | Finale                 | Finale                 |                        |  |
|  |                  |                  |                  |  |    |            |            |            |  |    |        |                        |                        |                        |  |
|  |                  |                  |                  |  |    |            |            |            |  |    |        |                        |                        |                        |  |
|  | 4.               | Viareggio        | 7                |  |    |            |            |            |  |    |        |                        |                        |                        |  |
|  | 5.               | Sambenedettese   | 3                |  |    |            |            |            |  |    |        |                        |                        |                        |  |
|  |                  |                  |                  |  | 4. | Viareggio  | 3          |            |  |    |        |                        |                        |                        |  |
|  |                  |                  |                  |  |    | 1.         | Catania    | 5          |  |    |        |                        |                        |                        |  |
|  | 1.               | Catania          | 8                |  |    |            |            |            |  |    |        |                        |                        |                        |  |
|  | (1).             | Naxos            | 2                |  |    |            |            |            |  |    |        |                        |                        |                        |  |
|  |                  |                  |                  |  |    |            |            |            |  |    | 1.     | Catania                | 1                      |                        |  |
|  |                  |                  |                  |  |    |            |            |            |  |    | 2.     | Pisa                   | 2                      |                        |  |
|  | 3.               | Napoli           | 7                |  |    |            |            |            |  |    |        |                        |                        |                        |  |
|  | 6.               | Catania FC       | 2                |  |    |            |            |            |  |    |        | Finale per il 3º posto | Finale per il 3º posto | Finale per il 3º posto |  |
|  |                  |                  |                  |  | 3. | Napoli     | 4          |            |  |    |        |                        |                        |                        |  |
|  |                  |                  |                  |  |    | 2.         | Pisa       | 5          |  |    | 4.     | Viareggio              | 4                      |                        |  |
|  | 2.               | Pisa             | 7                |  |    |            |            |            |  | 3. | Napoli | 5                      |                        |                        |  |
|  | 7.               | Cagliari         | 1                |  |    |            |            |            |  |    |        |                        |                        |                        |  |

### Finale in dettaglio

#### Tabellino
| Cirò Marina 9 agosto 2025, ore 20:30 CET | Catania | 1 – 2 | Pisa | Beach Stadium |

### Finale 3º-4º posto
| Squadra 1 | Risultato | Squadra 2 |
| --------- | --------- | --------- |
| Viareggio | 4 - 5     | Napoli    |

## Piazzamenti

### Semifinali 5º-8º posto
| Squadra 1      | Risultato | Squadra 2 |
| -------------- | --------- | --------- |
| Sambenedettese | 10 - 6    | Naxos     |
| Catania FC     | 3 - 4     | Cagliari  |

### Finale 7º-8º posto
| Squadra 1 | Risultato | Squadra 2  |
| --------- | --------- | ---------- |
| Naxos     | 8 - 14    | Catania FC |

### Finale 5º-6º posto
| Squadra 1      | Risultato | Squadra 2 |
| -------------- | --------- | --------- |
| Sambenedettese | 7 - 1     | Cagliari  |

## Classifica finale
| Posizione | Squadra        |
| --------- | -------------- |
|           | Pisa           |
| 2         | Catania        |
| 3         | Napoli         |
| 4         | Viareggio      |
| 5         | Sambenedettese |
| 6         | Cagliari       |
| 7         | Catania FC     |
| 8         | Naxos          |